# Tata Motors

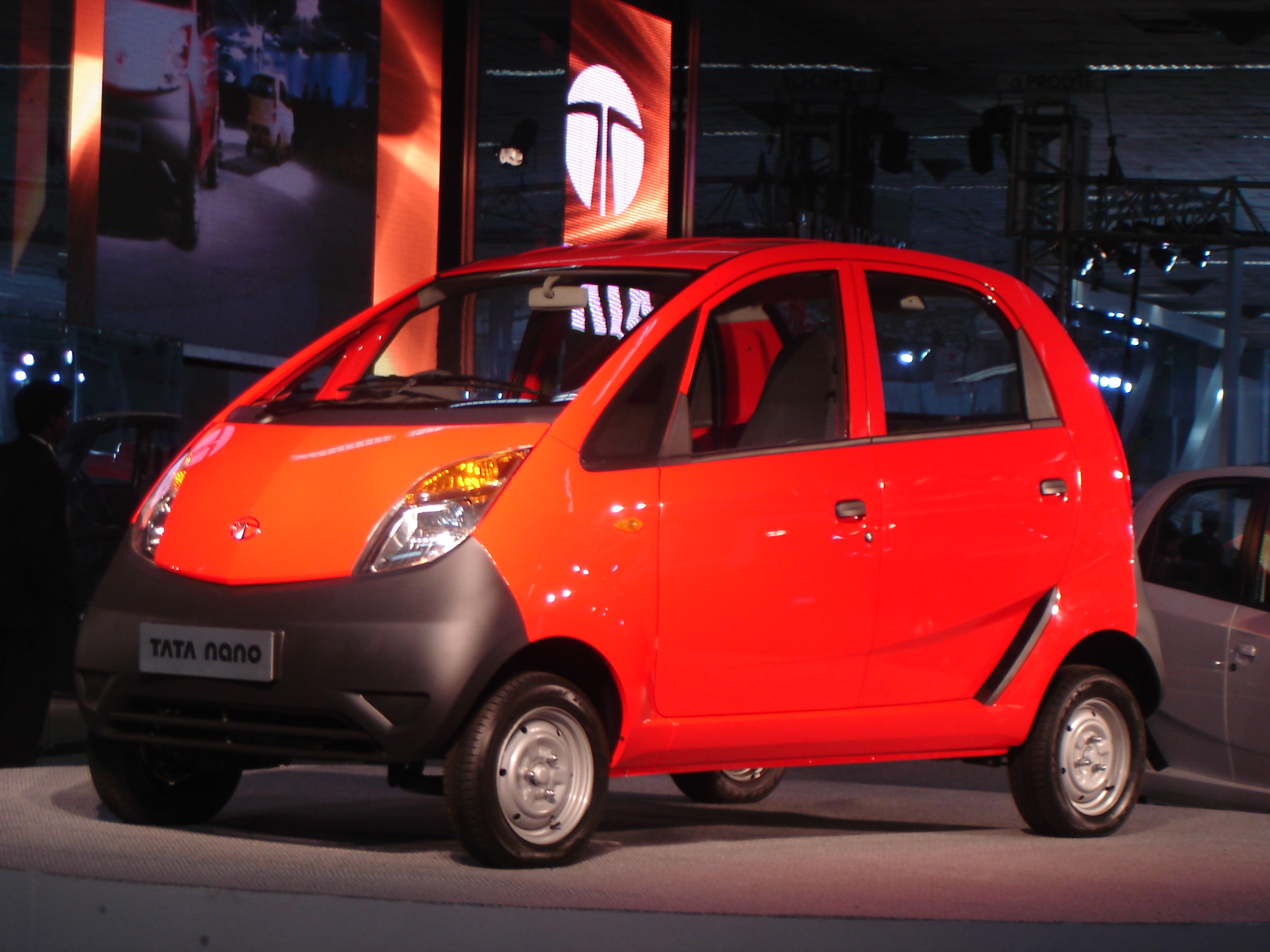
Tata Nano – w 2009 roku najtańszy samochód na świecie

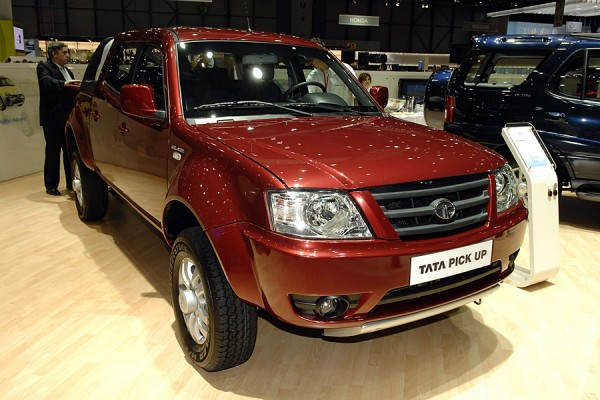
Tata Xenon

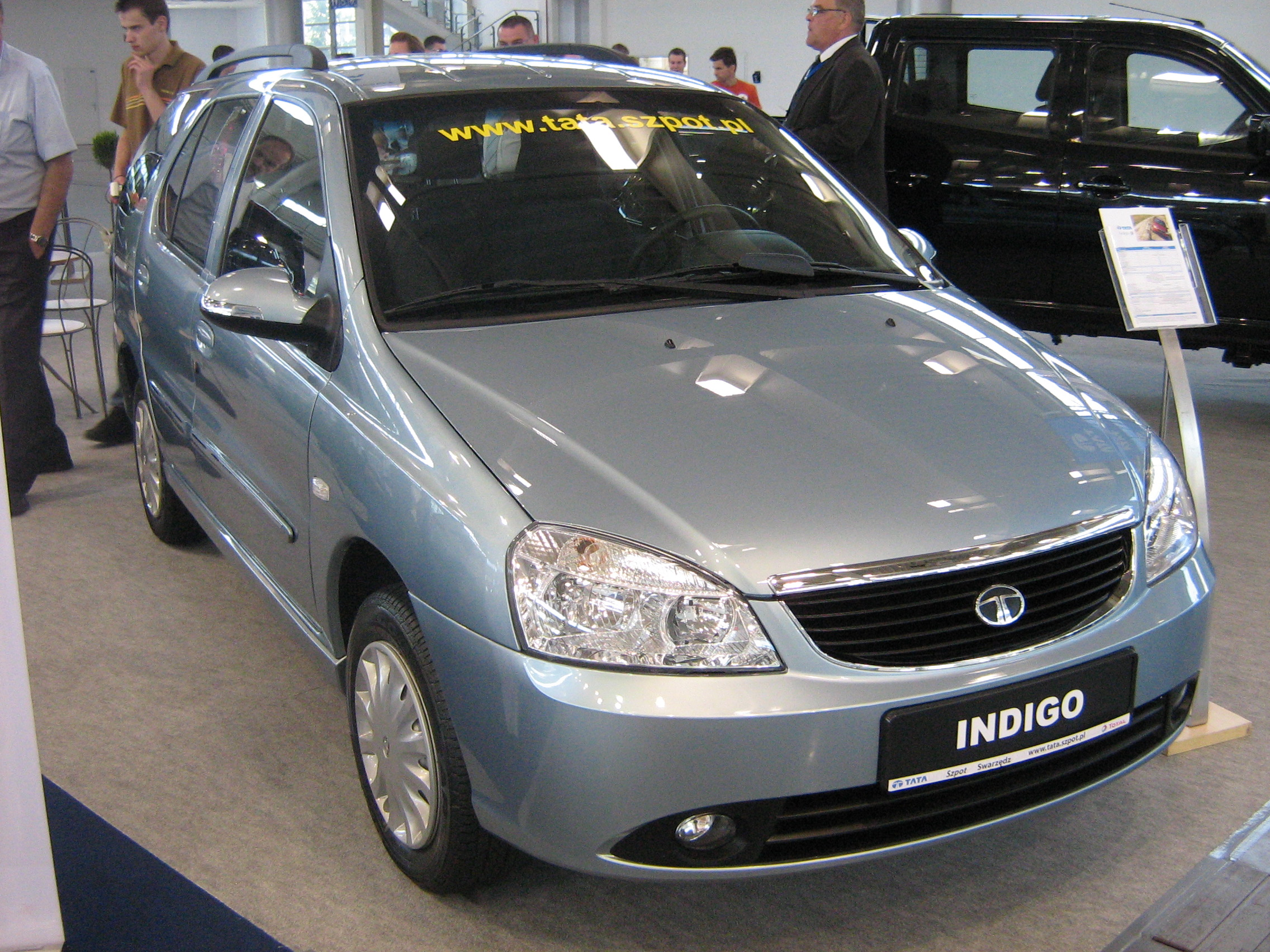
Tata Indigo

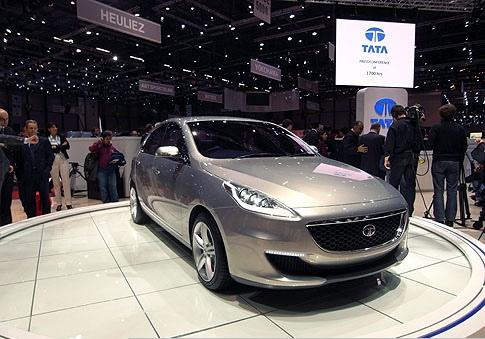
Tata Prima

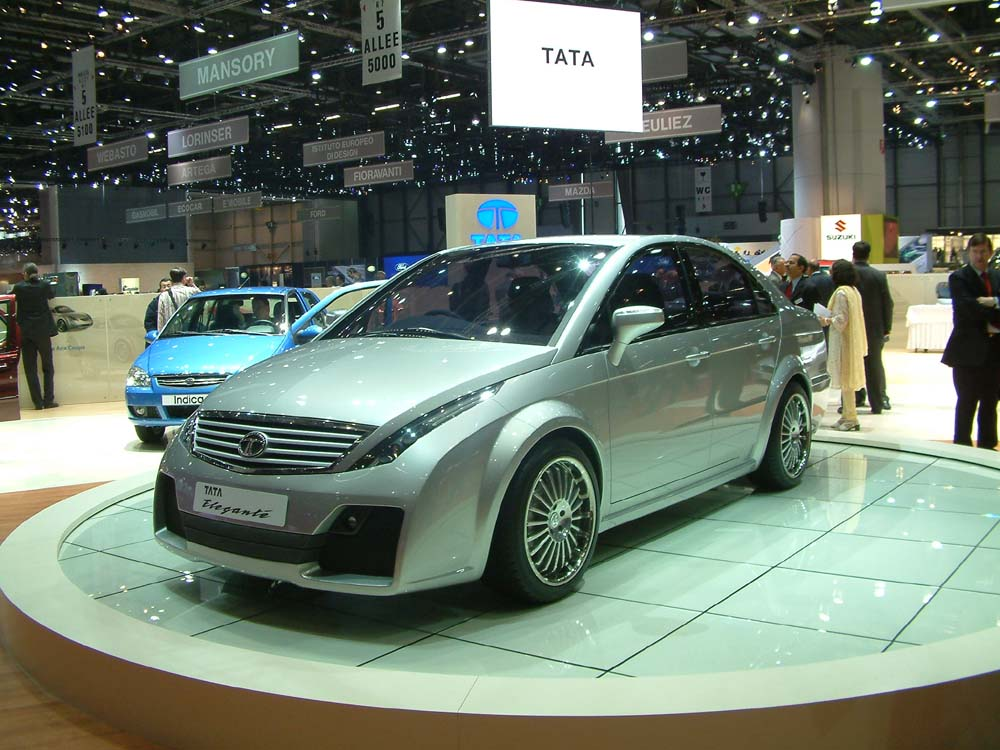
Tata Elegence

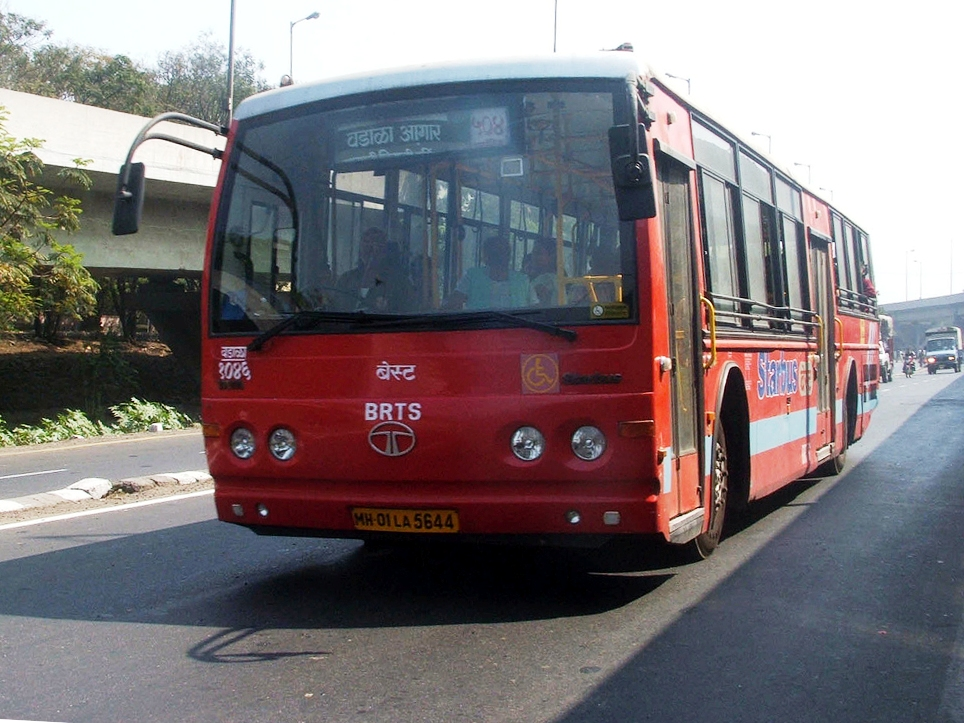
Tata 1616 Starbus

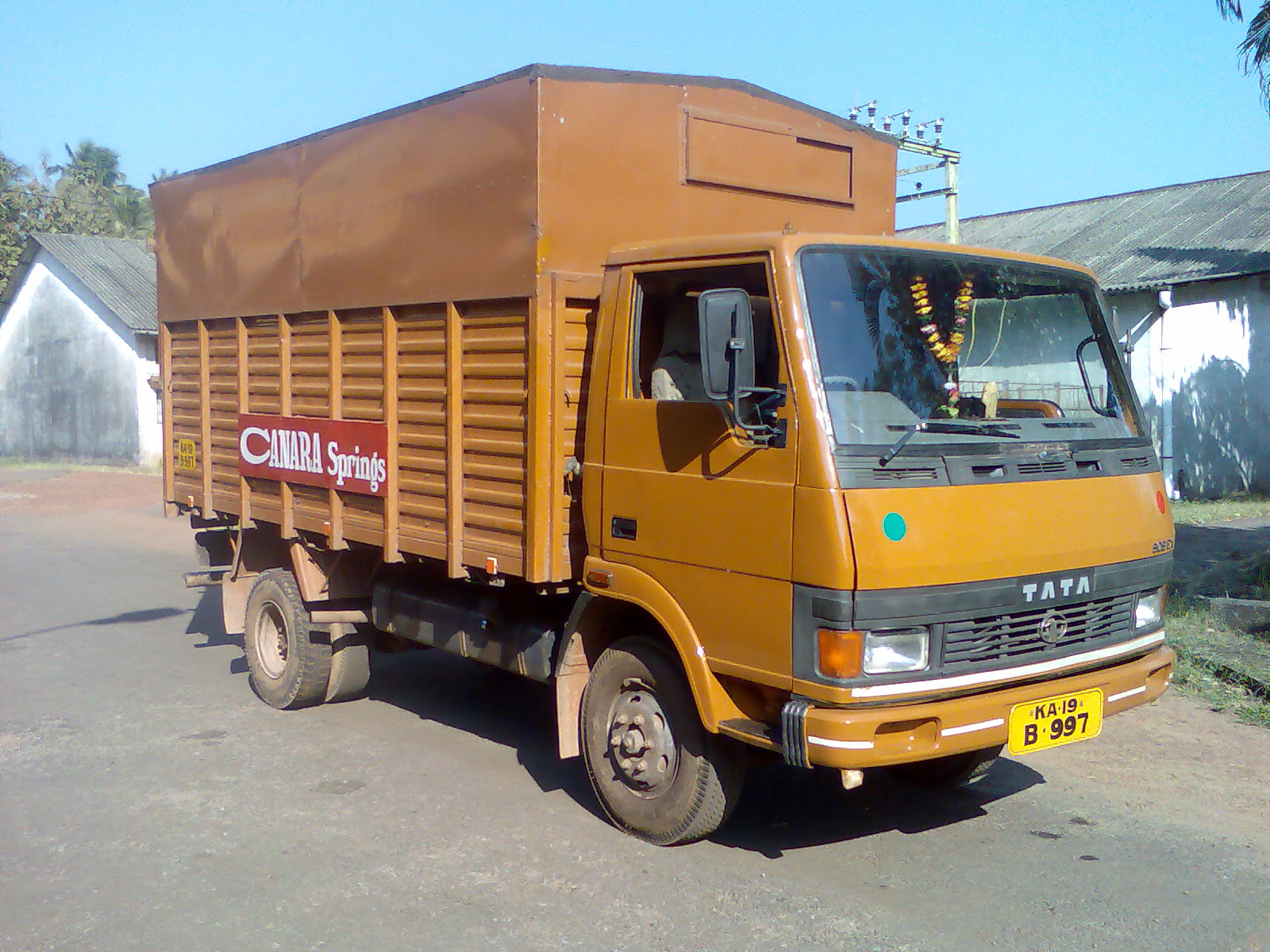
Tata 4923

Tata Motors Limited (hindi टाटा मोटर्स) – największy prywatny producent samochodów i autobusów, a także indyjski gigant przemysłowy. Tata Motors jest częścią spółki Tata Group, założonej przez Jamsetji Tatę. Samochody tej marki sprzedawane są głównie na kontynencie azjatyckim, choć od pewnego czasu firma oferuje je także na niektórych rynkach europejskich. Samochody Taty sprzedawane są we Włoszech, Hiszpanii, Turcji oraz w latach 2008-2011 w Polsce.
O Tacie bardzo głośno zrobiło się w połowie 2008 roku, kiedy to firma ogłosiła chęć produkowania najtańszego auta na świecie, modelu Nano, oraz odkupiła za 2,3 mld dolarów od Ford Motor Company prawa do marek Land Rover, Jaguar, Daimler, Lanchester oraz Rover. Guenter Butschek jest prezesem TATA Motors.

## Historia
Tata weszła do sektora pojazdów użytkowych w 1954 roku, po utworzeniu joint venture z niemiecką firmą Daimler-Benz. Po latach dominacji na rynku pojazdów użytkowych w Indiach, Tata Motors weszła na rynek samochodów osobowych w 1991 roku, uruchamiając Tata Sierra, pojazd wielofunkcyjny. Tata uruchomił następnie Tata Estate (1992 r., Projekt kombi oparty na wcześniejszym „TataMobile” (1989), lekkim pojeździe użytkowym), Tata Sumo (1994 r., LCV) i Tata Safari (1998 r., pierwszy indyjski samochód sportowy).
Tata uruchomiła Indica w 1998 roku, pierwszy w pełni autochtoniczny indyjski samochód osobowy. Choć początkowo krytykowany przez analityków samochodowych, jego znakomita ekonomika paliwowa, mocny silnik i agresywna strategia marketingowa sprawiły, że jest to jeden z najlepiej sprzedających się samochodów w historii indyjskiego przemysłu samochodowego. Nowsza wersja samochodu, o nazwie Indica V2, była znaczącym ulepszeniem w stosunku do poprzedniej wersji i szybko stała się ulubieńcem mas. Tata Motors z powodzeniem eksportowała dużą liczbę samochodów do Republiki Południowej Afryki. Sukces Indica odegrał kluczową rolę w rozwoju Tata Motors.
W 2004 r. Tata Motors przejęła fabrykę samochodów ciężarowych Daewoo w Korei Południowej, Daewoo Commercial Vehicles Company, później przemianowaną na Tata Daewoo.
27 września 2004 r. Tata Motors wszedł na giełdę w Nowym Jorku.
W 2005 r. Tata Motors przejęła 21% udziałów hiszpańskiego producenta autobusów i autokarów Hispano Carrocera. Tata Motors kontynuowała ekspansję na rynku poprzez wprowadzenie nowych produktów, takich jak autobusy (Starbus i Globus, wspólnie opracowane z filią Hispano Carrocera) i ciężarówki (Novus, wspólnie opracowane z filią Tata Daewoo).
W 2006 roku Tata utworzyła joint venture z brazylijskim Marcopolo, Tata Marcopolo Bus, w celu produkcji autobusów i autokarów.
W 2008 roku Tata Motors przejęła angielskiego producenta samochodów Jaguar Land Rover, producenta Jaguara i Land Rovera od Ford Motor Company.
W maju 2009 r. Tata zaprezentowała gamę Tata World Truck opracowaną wspólnie z Tata Daewoo; asortyment trafił do sprzedaży w Korei Południowej, RPA, krajach SAARC i na Bliskim Wschodzie pod koniec 2009 roku.
Tata nabył pełną własność Hispano Carrocera w 2009 roku.
W 2009 r. Fabryka Lucknow otrzymała nagrodę „Najlepsza ze wszystkich” Rajiv Gandhi National Quality Award.
W 2010 roku Tata Motors nabyła 80% udziałów we włoskiej firmie projektowo-inżynieryjnej Trilix za 1,85 miliona euro. Przejęcie stanowiło część planu firmy mającego na celu poprawę jej stylistyki i możliwości projektowych.
W 2012 roku Tata Motors ogłosiła, że zainwestuje około 6 miliardów euro w rozwój Futuristic Infantry Combat Vehicles we współpracy z DRDO.
W 2013 roku Tata Motors ogłosiła, że będzie sprzedawać w Indiach pierwszy na świecie pojazd napędzany sprężonym powietrzem (silniki zaprojektowane przez francuską firmę MDI) i będzie on nazwany „Mini CAT”.
W 2014 roku Tata Motors wprowadziła pierwsze mistrzostwa Truck Racing w Indiach „T1 Prima Truck Racing Championship”.
26 stycznia 2014 r. dyrektor zarządzający Karl Slym został znaleziony martwy. Upadł z 22. na czwarte piętro Shangri-La Hotel w Bangkoku, gdzie miał uczestniczyć w spotkaniu Tata Motors Thailand.
2 listopada 2015 r. Tata Motors ogłosiła Lionela Messiego jako ambasadora globalnego marki w Nowym Delhi, aby promować samochody osobowe na całym świecie.
27 grudnia 2016 r. Tata Motors ogłosiła, że aktor Bollywood Akshay Kumar jest ambasadorem marki w swojej ofercie pojazdów użytkowych.
8 marca 2017 r. Tata Motors ogłosiła, że podpisała memorandum o porozumieniu z Volkswagenem w sprawie rozwoju pojazdów na rynek krajowy Indii.
3 maja 2018 r. Tata Motors ogłosiła, że sprzedała swój przemysł lotniczy i obronny innemu podmiotowi Tata Group, Tata Advanced Systems, aby uwolnić swój pełny potencjał.

## Modele marki Tata

### Osobowe
- Tata Aria(inne języki)
- Tata Bolt (od 2014)
- Tata Estate(inne języki)
- Tata Indica
- Tata Indica Vista
- Tata Indigo
- Tata Indigo SW
- Tata Indigo Marina
- Tata Indigo Manza
- Tata Nano
- Tata Safari
- Tata Sierra(inne języki)
- Tata Sumo(inne języki)
- Tata Sumo Grande(inne języki)
- Tata TL (do 2006)
- Tata Xenon

### Koncepcyjne
- Aria Roadster
- Aria Coupe
- Tata Magna
- Tata Indiva
- Tata Indigo Advent
- Tata Xover(inne języki)
- Tata Cliffrider(inne języki)
- Tata Elegante(inne języki)
- Tata Prima

### Ciężarówki
- Tata Ace(inne języki)
- Tata 407 Ex
- Tata 709 Ex
- Tata 809 Ex
- Tata 909 Ex
- Tata 1109
- Tata 2515/2516
- Tata 1613/1615
- Tata Novus
- Tata 4923
- Tata 3516
- Tata 3015
- Tata 3118

### Autobusy
- Tata 1510/1512
- Tata 1610/1616
- Tata Starbus
- Tata Globus
- Tata Marcopolobus

### Wojskowe
- Tata LSV
- Tata 407 Troop Carrier, hard top, soft top, 4x4 i 4x2
- Tata LPTA 713 TC (4x4)
- Tata LPT 709 E
- Tata SD 1015 TC (4x4)
- Tata LPTA 1615 TC (4x4)
- Tata LPTA 1621 TC (6x6)
- Tata LPTA 1615 TC (4x2)

## Modele aut oferowane na polskim rynku
W latach 2008-2011 następujące samochody marki Tata były dostępne na polskim rynku:
- Tata Indica – 5-drzwiowe, 5-miejscowe auto typu hatchback
- Tata Indigo SW – 5-drzwiowe, 5-miejscowe auto typu kombi
- Tata Safari – 5-drzwiowe, 5-miejscowe auto typu SUV
- Tata Xenon – 2- lub 4-drzwiowe, 2- lub 5-miejscowe auto typu pick-up
- Tata Indica Vista – 5-drzwiowe, 5-miejscowe auto typu hatchback

## Marki samochodów należące do Tata Motors
- Tata – hinduska marka produkowana od 1945 roku w Mumbaju
- Jaguar – brytyjska marka produkowana od 1922 roku w Coventry, Birmingham, Halewood
- Land Rover – brytyjska marka produkowana od 1948 roku w Solihull